# 沉静的美国人 (2002年电影)
《沉静的美国人》（英語：The Quiet American），导演菲利普·诺伊斯，主演迈克尔·凯恩、布兰登·弗雷泽、拉德·舍博德兹加。该片改编自格雷厄姆·格林的同名小说。

## 剧情
该片讲述1952年前后发生在法属印度支那西贡的三角恋爱情故事，主角是英国老记者“托马斯”、美国青年“艾登”、法属印度支那西贡女人“红”。

## 演出
- 迈克尔·凯恩 出演 托马斯，《伦敦时报》记者
- 布蘭登·費雪 出演 艾登
- 杜氏海燕 出演 红
- 拉德·舍博德兹加（英语：Rade Šerbedžija）
- 马泰
- 罗伯特·斯坦顿（英语：Robert Stanton (actor)） 出演 乔伊
- 赫尔姆斯·奥斯伯恩

## 幕后
该片揭示了美国入侵东南亚的根源，以及美国介入越南内部事务的缘由。

## 奖项
| 年份 | 奖项               | 分类                                | 是否得奖 | 备注 |
| ---- | ------------------ | ----------------------------------- | -------- | ---- |
| 2003 | 第75届奥斯卡金像奖 | 奥斯卡奖最佳男主角：迈克尔·凯恩     | 提名     |      |
| 2003 | 第60届美国金球奖   | 电影类剧情类最佳男主角：迈克尔·凯恩 | 提名     |      |